# Lucanus maculifemoratus
Lucanus maculifemoratus és una espècie de coleòpter polífag de la família dels lucànids.

## Subespècies i distribució geogràfica
S'han descrit set subespècies:L. m. adachii i L. m. ferriei al Japó, L. m. boileaui al Tíbet, L. m. jilinensis a la Xina, L. m. maculifemoratus a les Illes Kuril, L. m. taiwanus a Taiwan i L. m. dybowskyi amb una distribució més àmplia a tota Àsia.